# Marineoperationen in der Schlacht von Gallipoli
Marineoperationen – Arıburnu – Kap Helles – Krithia I – Krithia II – Krithia III – Zığındere – Sarı Baır – Kirte Bağları – Kanlısırt – Anafartalar – Anafarta – Kılıçbayır – Chunuk Bair – Scimitar Hill – Höhe 60
Die Marineoperationen in der Schlacht von Gallipoli fanden während des Ersten Weltkriegs gegen das Osmanische Reich statt. Schiffe der Royal Navy, der französischen Marine nationale, der Kaiserlich Russischen Marine und der Royal Australian Navy versuchten, eine Passage durch die Dardanellen zu erzwingen, eine schmale, 66 km lange Wasserstraße, die das Mittelmeer mit dem Marmarameer und dem Schwarzen Meer weiter nördlich verbindet.

## Hintergrund

Karte der Dardanellen, um 1920

Die Mündung der Meerenge ist 3,7 km breit und wird von einer starken Strömung aus dem Schwarzen Meer in die Ägäis gespeist. Vom Kap Helles bis zum Marmarameer sind es etwa 66 km, die von den Höhen der Halbinsel Gallipoli und den niedrigeren Hügeln am asiatischen Ufer überragt werden. Die Passage verbreitert sich über 8,0 km bis zur Eren-Keui-Bucht, dem breitesten Punkt der Meerenge (7,2 km), und verengt sich dann über 18 km bis zur Kephez-Spitze, wo die Wasserstraße 2,82 km breit ist und sich dann bis zur Sari-Sighlar-Bucht zu erstreckt. Die engste Stelle befindet sich 23 km flussaufwärts von Çanakkale bis Kilidülbahir bei 1500 m, wo der Kanal nach Norden abbiegt und sich über 6,4 km bis zur Nagara-Spitze verbreitert. Von dort aus wendet sich die Passage für die letzten 37 km bis zum Marmarameer nach Nordosten. Die Osmanen benutzten den Begriff „Festung“, um die Verteidigungsanlagen der Dardanellen auf beiden Seiten der Wasserstraße von der Ägäis bis nach Çanakkale zu beschreiben. Im Jahr 1914 waren nur die Verteidigungsanlagen vom Eingang der Meerenge und 6,4 km vom nördlichen Ende der Kephez-Bucht bis Çanakkale befestigt. Bis Ende Oktober 1914 war den Briten und Franzosen die Beschaffenheit der seeseitigen Verteidigungsanlagen der Dardanellen bekannt, doch nach Beginn der Feindseligkeiten war es schwieriger, Informationen über Verbesserungen der osmanischen Befestigungen zu erhalten.

### Kriegseintritt der Osmanen
Zu Beginn des 20. Jahrhunderts hatte das Osmanische Reich den Ruf, der kranke Mann Europas zu sein. Nach den Balkankriegen von 1912 und 1913 boten die Franzosen, Briten und Deutschen finanzielle Hilfe an. Im Dezember 1913 schickten die Deutschen eine Militärmission unter der Leitung von General Otto Liman von Sanders nach Konstantinopel. Da die geografische Lage des Osmanischen Reiches kriegsentscheidend war bedeutete, dass Russland, Frankreich und Großbritannien ein großes Interesse an der Neutralität des Landes hatten. Während der Juli-Krise 1914 boten deutsche Diplomaten der Türkei ein antirussisches Bündnis und Gebietsgewinne an, als die pro-britische Fraktion im Kabinett wegen der Abwesenheit des britischen Botschafters isoliert war. Am 30. Juli 1914, zwei Tage nach dem Ausbruch des Krieges in Europa, stimmte die hohe Pforte, einen möglichen Kriegseintritt der Briten ignorierend einem geheimen osmanisch-deutschen Bündnis gegen Russland zu, das sie jedoch nicht zu militärischen Aktionen verpflichtete.
Am 2. August beschlagnahmten die Briten die modernen Schlachtschiffe Sultân Osmân-ı Evvel und Reşadiye, die britische Werften für die osmanische Marine gebaut hatten, und verstimmten damit pro-britische Elemente auf seiten der Osmanen. Die deutsche Regierung bot die Schiffe Goeben und Breslau als Ersatz an. Bei der Verfolgung der Goeben und der Breslau durch britische und französische Einheiten entkamen die Schiffe, als die osmanische Regierung die Dardanellen für sie öffnete, obwohl das Völkerrecht von einer neutralen Partei verlangte, die militärische Schifffahrt zu blockieren. Im September wurde die britische Marinegesandschaft bei den Osmanen abberufen und Konteradmiral Wilhelm Souchon von der Kaiserlichen Deutschen Marine das Kommando über die osmanische Marine übertragen. Die deutsche Marinepräsenz und der Erfolg der deutschen Armeen gaben der pro-deutschen Fraktion in der osmanischen Regierung genug Einfluss, um Russland den Krieg zu erklären.
Nach einem Zwischenfall am 27. September, als das britische Dardanellengeschwader ein osmanisches Torpedoboot beschlagnahmt hatte, ordnete der deutsche Kommandant der Dardanellenfestungen Anfang Oktober 1914, die Schließung der Passage an, was den Eindruck verstärkte, dass die Osmanen pro-deutsch eingestellt waren. Weitere Feindseligkeiten begannen am 28. Oktober, als die osmanische Flotte, darunter die Goeben und die Breslau die in Yavûz Sultân Selîm und Midilli umbenannt wurden Ausfälle ins Schwarze Meer durchführten und dabei Odessa und Sewastopol bombardierten. Die Osmanen lehnten die Forderung der Alliierten ab, die Deutschen auszuweisen und traten am 31. Oktober 1914 formell den Mittelmächten bei. Am 2. November erklärte Russland der Türkei den Krieg, und der britische Botschafter verließ Konstantinopel am nächsten Tag.

## Auftakt

### Strategie der Alliierten
Feldmarschall Lord Kitchener plante 1914 eine amphibische Landung bei Alexandretta (heute İskenderun) in Syrien. Vizeadmiral Sir Richard Peirse, Oberbefehlshaber der East Indies Station beorderte die HMS Doris am 13. Dezember 1914 nach Alexandretta, wo sie auf den russischen Kreuzer Askold und den französische Kreuzer Requin traf. Die Landung in Alexandretta wurde aufgegeben, da sie mehr Ressourcen erforderte, als Frankreich bereitstellen konnte und man in Paris nicht wollte, dass die Briten in französischer Einflusssphäre operierten, eine Position, der Großbritannien 1912 zugestimmt hatte. Ende 1914 waren die Stellungen an der Westfront festgefahren, ohne Aussicht auf einen schnellen entscheidenden Sieg. Die Mittelmächte hatten die Landhandelswege zwischen Großbritannien, Frankreich und Russland geschlossen. Das Weiße Meer und das Ochotskische Meer im Fernen Osten waren im Winter vereist und die Ostsee wurde von der Kaiserlichen Marine blockiert. Als letztes schloss die osmanische Führung die Dardanellen, als verbleibende Versorgungsroute nach Russland. Im November 1914 schlug der französische Minister Aristide Briand einen Angriff auf das Osmanische Reich vor, der jedoch abgelehnt wurde, und auch ein Versuch der Briten, durch Geld auf die Osmanen einzuwirken scheiterte. Am 2. Januar 1915 bat Zar Nikolaus II. Großbritannien um Unterstützung gegen die osmanischen Angriffe im Kaukasus und es begannen die Planungen für eine Machtdemonstration in den Dardanellen. Winston Churchill, Erster Lord der Admiralität, schlug eine Invasion Schleswig-Holsteins auf dem Seeweg vor, um Dänemark in den Krieg zu ziehen und die Ostseeroute nach Russland wieder zu öffnen, sowie einen Angriff auf die Dardanellen, um die Nachschubroute vom Mittelmeer zum Schwarzen Meer zu kontrollieren und Bulgarien und Rumänien zum Beitritt zu den Alliierten zu bewegen. Die Dringlichkeit des russischen Appells und die Geringschätzung der militärischen Macht des Osmanischen Reiches ließen einen Feldzug in den Dardanellen als machbar erscheinen.
Am 11. Januar 1915 schlug der Befehlshaber des britischen Mittelmeergeschwaders, Vizeadmiral S. H. Carden, einen Plan vor, um die Dardanellen mit Hilfe von Schlachtschiffen, U-Booten und Minensuchbooten zu erobern. Am 13. Februar genehmigte das britische Kriegskabinett den Plan und Carden erhielt weitere Einheitslinienschiffe, das moderne Schlachtschiff Queen Elizabeth und den Schlachtkreuzer Inflexible. Frankreich steuerte ein Geschwader mit vier Schlachtschiffen bei, und die russische Marine stellte den leichten Kreuzer Askold zur Verfügung. Anfang Februar 1915 wurden die Seestreitkräfte durch Kontingente der Royal Marines der 29. Division der Britischen Armee und Divisionen des Australischen und Neuseeländischen Armeekorps (Anzac) verstärkt, die für die Besetzung von Konstantinopel vorgesehen waren, nachdem die Meerenge von den Seestreitkräften der Entente eingenommen worden war.

### Verteidigungsanlagen der Dardanellen

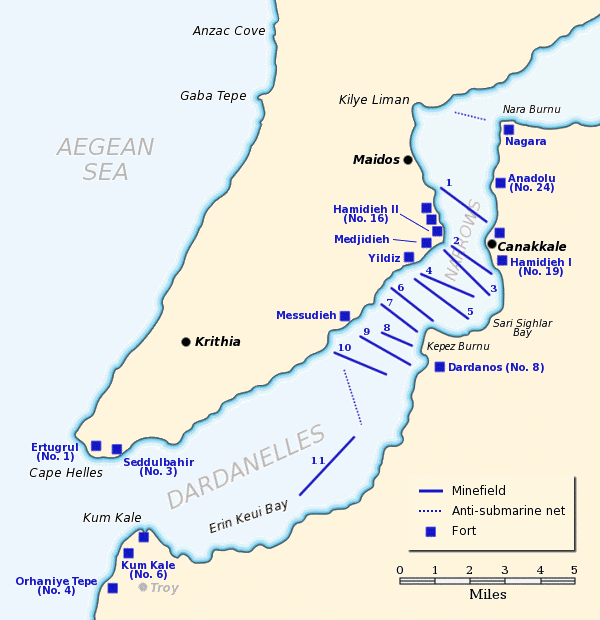
Verteidigungsanlage

Im August 1914 bestanden die Äußeren Verteidigungsanlagen aus zwei Festungen am Ende der Halbinsel Gallipoli und zwei Festungen an der asiatischen Küste. Die Festungen verfügten über 19 Geschütze, vier mit einer Reichweite von 14 km und die übrigen mit einer Reichweite von 5 bis 7 km. Vier Feldhaubitzen waren auf der europäischen Seite bei Tekke Burnu (Kap Tekke) eingegraben. Auf den nächsten 16 km tat sich eine Lücke auf die bis zu den Anlagen bei Kephez Point erstreckte. Die Festungen waren gebaut worden, um ein Minenfeld abzudecken, das im August 1914 quer durch die Meerenge von Kephez Point bis zum europäischen Ufer gelegt worden war. Die Befestigung bei Dardanos war das Hauptwerk, das mit zwei neuen 152-mm-Schiffskanonen ausgestattet war, während die anderen zehn kleine Schnellfeuergeschütze mit Schilden enthielten. In den Narrows verfügten die inneren Verteidigungsanlagen über die schwersten Geschütze und einige mobile leichte Haubitzen und Feldgeschütze. Auf der europäischen Seite waren fünf und auf der asiatischen Seite sechs Forts mit 72 schweren und mittleren Geschützen errichtet worden. Der größte Teil der Artillerie war veraltet, aber es gab fünf 360-mm-Langstreckengeschütze mit einer Reichweite von 15,6 km und drei 240-mm-Geschütze mit einer Reichweite von 14 km.

### Osmanische Strategie
Ende August 1914 setzten die Deutschen die Ernennung von Generalleutnant Erich Weber als Berater des osmanischen Hauptquartiers durch und gleichzeitig wurden von Vizeadmiral Guido von Usedom, mehrere Spezialisten und 500 Mann zur Verstärkung der Festungen an den Dardanellen und am Bosporus entsandt. Im September wurde Usedom zum Generalinspekteur der Marine und Vizeadmiral Johannes Merten löste Weber in Çanakkale mit einer Abteilung ab, die die modernen Geschütze bedienen sollte. Mitte September berichteten die deutschen Berater, dass die Geschütze in den Narrows überholt und einsatzbereit waren. Im Oktober verfügten die meisten Geschütze der Hauptbatterien über deutsche Besatzungen, die zwar nur als Ausbildungseinheiten arbeiteten, aber in der Lage waren, die Geschütze im Notfall zu bedienen. Es wurde geplant, weitere Verteidigungsanlagen in der Zwischenzone zu errichten und mobile Haubitzen und Schnellfeuerkanonen, die von älteren osmanischen Schiffen abmontiert worden waren, einzuführen. Mehrere schwere Haubitzen trafen im Oktober ein, aber der schlechte Ausbildungsstand der osmanischen Kanoniere, die veraltete Bewaffnung und der chronische Munitionsmangel, der nach Angaben Usedoms nur zur Abwehr eines einzigen ernsthaften Angriffs ausreichte, veranlassten ihn, die Verteidigung der Meerenge auf Minenfelder zu stützen.
Als das Osmanische Reich am 29. Oktober 1914 in den Krieg eintrat, waren die Verteidigungsanlagen an der Meerenge zwar erheblich verbessert worden, aber die Zwischenbefestigungen waren immer noch unzureichend organisiert und es fehlte an Geschützen, Scheinwerfern und Minen. Am 3. November wurden die äußeren Festungen von alliierten Schiffen bombardiert, was die osmanischen Verteidiger dazu veranlasste, ihre Blockadehaltung gegenüber den deutschen Beratern aufzugeben. Der Kommandant der Festung, Jevad Pascha, schrieb später, dass er die Verteidigungsanlagen um jeden Preis verbessern müsse. Das kurze Bombardement war außerordentlich erfolgreich gewesen und hatte die Festungen von Sedd el Bahr mit zwei Schüssen zerstört, die das Magazin sprengten und die Geschütze außer Gefecht setzten. Die osmanischen und deutschen Verteidiger kamen zu dem Schluss, dass die äußeren Verteidigungsanlagen von Schiffen zerstört werden konnten, die außerhalb der Reichweite der osmanischen Verteidiger lag. Die Befestigungen wurden zwar repariert, aber nicht weiter verstärkt, da sich die Hauptanstrengungen auf den Schutz des Minenfelds und die inneren Verteidigungsanlagen richtete.

## Seeoperationen
Am 3. November 1914 befahl Churchill nach der Konfrontation zwischen dem Osmanischen und dem Russischen Reich einen Angriff auf die Dardanellen. Die Schlachtkreuzer des Mittelmeergeschwaders, Indomitable und Indefatigable, sowie die veralteten französischen Schlachtschiffe Suffren und Vérité griffen an, bevor Großbritannien dem Osmanischen Reich offiziell den Krieg erklärt hatte.
Auch bei der Royal Navy kamen Schlachtschiffe die aus der Ära vor Einführung der „Dreadnoughts“ stammten, zu Einsatz. Sie hatten keine Chance mehr gegen die mächtige Einheits-Artillerie von bis zu 38 Zentimetern der neuen Großkampfschiffe. wie die Niederlage gegen die kaiserlichen Kreuzer bei im Seegefecht bei Coronel zeigte. Aber gegen die osmanischen Verteidigungsanlagen in den Dardanellen schienen diese „Linienschiffe“ noch völlig ausreichend zu sein.
Mit dem Angriff sollten die osmanischen Verteidigungsanlagen getestet werden, und während eines zwanzigminütigen Bombardements schlug eine Granate im Magazin der Festung Sedd el Bahr ein, wodurch zehn Geschütze außer Gefecht gesetzt und 86 osmanische Soldaten getötet wurden. Die Gesamtzahl der Opfer des Angriffs belief sich auf 150, davon waren vierzig Deutsche. Die Wirkung des Bombardements machte den Osmanen bewusst, wie wichtig es war, ihre Verteidigungsanlagen zu verstärken. Die äußeren Verteidigungsanlagen am Eingang der Meerenge befanden sich nördlich am Kap Helles und südlich am Strand von Kum Kale. Zusätzlich zu den inneren Verteidigungsanlagen die die Meerenge bei Çanakkale abdeckten befanden sich mehrere Minenfelder. Jenseits dieser inneren Festungen gab es praktisch keinerlei Verteidigung. Am 19. Februar 1915 gegen 09:50 erwiderte die Cornwallis das Feuer auf die feindlichen Stellungen, nachdem die Türken um 07:58 Uhr von Kum Kale aus auf zwei Zerstörer geschossen hatten. Die Wirkung des Bombardements aus großer Entfernung stellte sich als wirkungslos heraus. Auch bedurfte es direkter Treffer auf die Geschütze, um sie auszuschalten. Aber für direktes Feuer mussten die Schiffe vor Anker liegen, um stabile Geschützplattformen zu bilden, sodass sie leichte Ziele für die osmanischen Geschütze darstellten.
Am 25. Februar griffen die Alliierten erneut an, die Osmanen räumten die äußeren Verteidigungsanlagen und die Flotte fuhr in die Meerenge ein, um die dazwischen liegenden Verteidigungsanlagen zu beschießen. Sprengkommandos der Royal Marines stürmten die Befestigungen Sedd el Bahr und Kum Kale, wobei sie auf nur wenig Widerstand stießen. Am 1. März bombardierten vier Schlachtschiffe die Zwischenbefestigungen, aber die Räumung der Minenfelder machte kaum Fortschritte. Die Minenräumboote, die unter dem Kommando des Generalstabschefs Roger Keyes standen, waren ungepanzerte Schleppboote mit zivilen Besatzungen, die nicht bereit waren, unter Beschuss zu arbeiten. Die starke Strömung in der Meerenge erschwerte die Minenräumung zusätzlich und stärkte die osmanische Entschlossenheit, die zu Beginn der Offensive ins Wanken geraten war. Die Queen Elizabeth sollte die inneren Verteidigungsanlagen angreifen, zunächst von der Ägäisküste aus in der Nähe von Gaba Tepe, dann auf der anderen Seite der Halbinsel und später in der Meerenge selbst. In der Nacht des 13. März führte der Kreuzer Amethyst sechs Minenräumboote an, um die Minen zu räumen. Vier der Trawler wurden getroffen, und die Amethyst wurde schwer beschädigt, wobei neunzehn Heizer bei einem Treffer getötet wurden. Am 15. März akzeptierte die Admiralität einen Plan von Carden für einen weiteren Angriff bei Tageslicht, bei dem die Minenräumboote von der Flotte geschützt werden sollten. Doch Carden erkrankte noch am selben Tag und musste durch Konteradmiral John de Robeck ersetzt werden.

### Hauptangriff am 18. März
Das Ereignis, das die Schlacht entschied, fand in der Nacht des 18. März statt, als der osmanische Minenleger Nusret eine Reihe von Minen vor dem Minenfeld von Kephez quer über die Spitze der Bucht von Eren Köy legte, einer breiten Bucht entlang der asiatischen Küste direkt am Eingang zur Meerenge. Die Osmanen hatten bemerkt, dass die britischen Schiffe beim Rückzug in die Bucht nach Steuerbord einschwenkten. Die neue Reihe von 20 Minen verlief parallel zum Ufer, war in einer Höhe von fünfzehn Metern verankert und hatte einen Abstand von etwa 91 m. Aufgrund des klaren Wassers konnten die Minen von Aufklärungsflugzeugen durch das Wasser hindurch gesehen werden. Der britische Plan für den 18. März sah vor, die Verteidigungsanlagen der ersten fünf Minenfelder auszuschalten, die über Nacht geräumt werden sollten. Am nächsten Tag sollten die verbleibenden Verteidigungsanlagen um die Narrows überwunden und die letzten fünf Minenfelder entfernt werden. Die Operation wurde fortgesetzt, ohne dass die Briten und Franzosen von den jüngsten Erweiterungen der osmanischen Minenfelder wussten. Die Schlachtschiffe wurden in drei Linien aufgestellt, zwei britische und eine französische, mit Unterstützungsschiffen an den Flanken und zwei Schiffen in Reserve. Die erste britische Linie eröffnete gegen 11:00 Uhr das Feuer in der Bucht von Eren Köy. Kurz nach Mittag befahl de Robeck der französischen Linie, die Verteidigungsanlagen bei den Narrows anzugreifen. Das osmanische Feuer begann seinen Tribut zu fordern, und die Gaulois, Suffren, Agamemnon und die Inflexible wurden getroffen. Der Beschuss durch die Marine hatte die osmanischen Batterien zwar nicht zerstört, aber ihr Feuer vorübergehend reduziert.
Um 13:25 Uhr war die osmanische Verteidigung weitgehend zum Schweigen gebracht, so dass de Robeck beschloss, die französische Linie zurückzuziehen und die zweite britische Linie sowie die Swiftsure und die Majestic nach vorne zu bringen.
Die Annahme, dass die osmanischen Geschütze weitgehend ausgeschaltet waren, war jedoch falsch. Stattdessen mussten die Verbündeten erkennen, wie schwierig in der starken Strömung der Dardanellen die präzise Zielerfassung für Schiffe war. Um genau zu treffen, hätten die Schiffe Anker werfen müssen, was sie ihrerseits zu leichten Zielen gemacht hätte. Zugleich belegten die mobilen Geschütze der Deutschen den Gegner unvermutet mit genau liegendem Feuer.

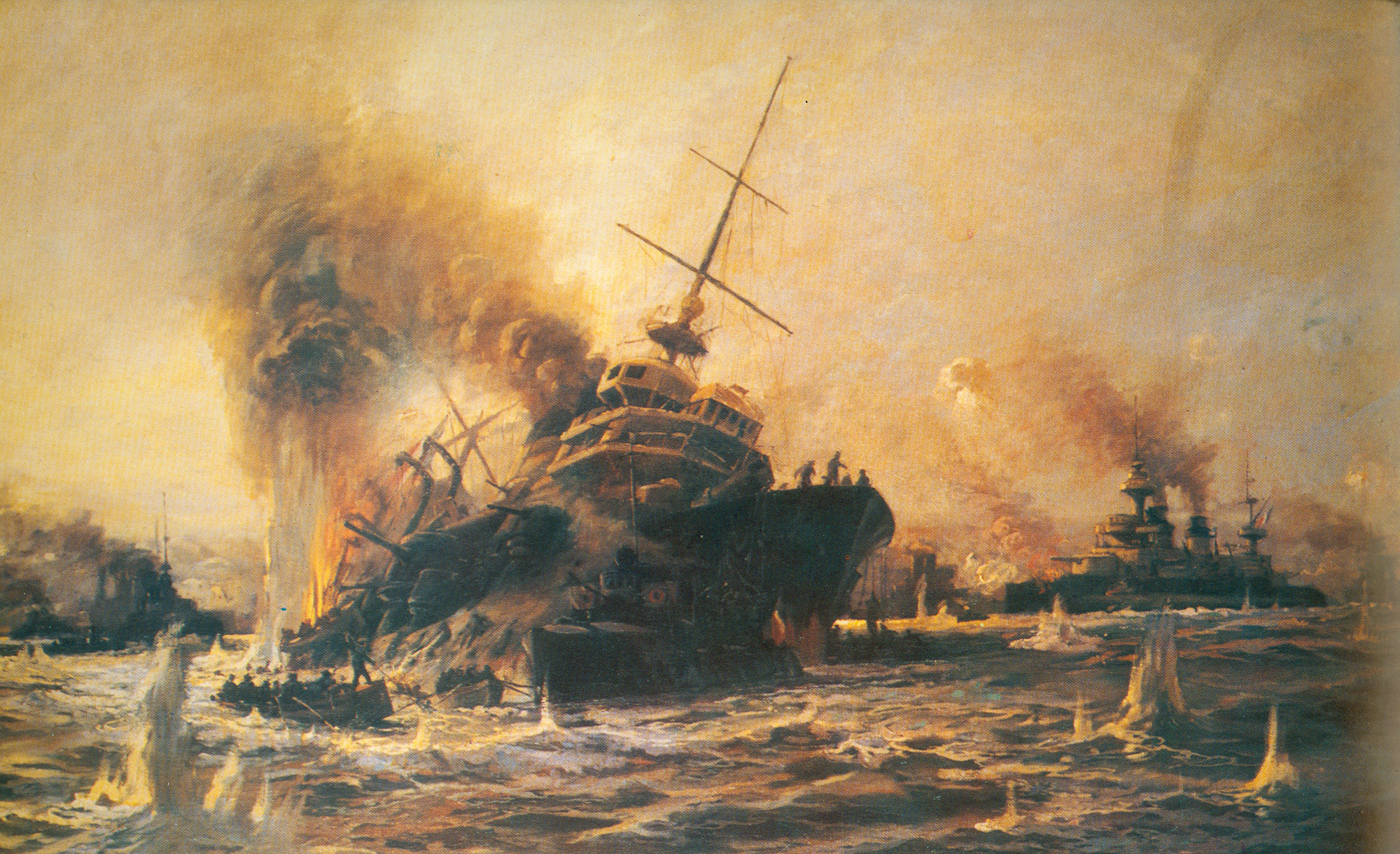
Sinkende Bouvet

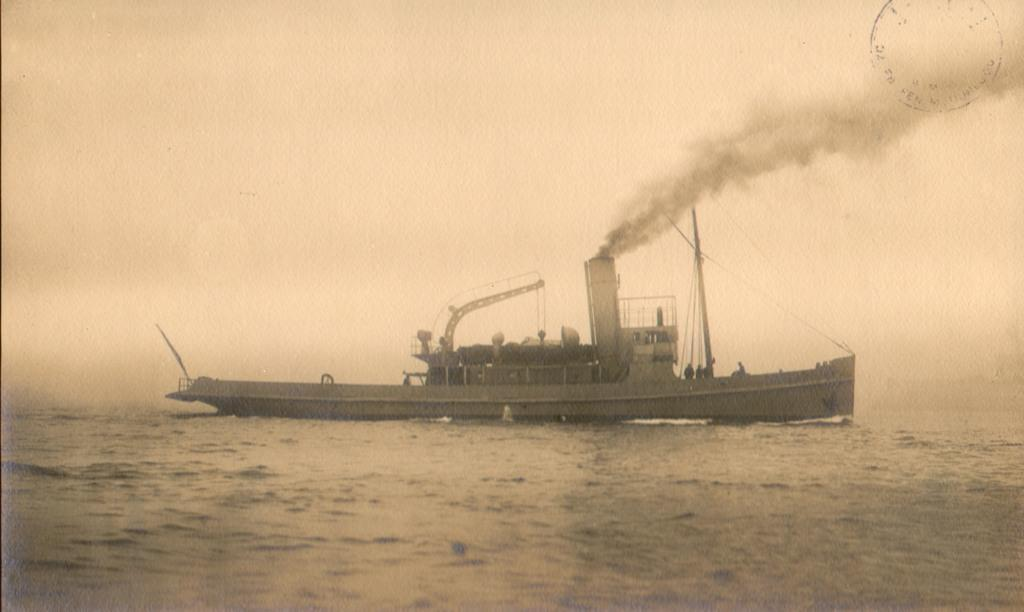
Minenleger Nusret als Postkartenmotiv

Die Luftaufklärung durch Flugzeuge des Flugzeugträgers Ark Royal hatte am 16. und 17. März eine Reihe von Minen ausgemacht, aber die von der Nusret in der Bucht von Eren Köy gelegte Minenlinie wurde nicht entdeckt. Am Tag des Angriffs konnten zivile Trawler drei Minen in einem Gebiet, das man für sicher hielt, räumen, bevor sie sich unter Beschuss zurückziehen mussten. Diese Information wurde jedoch nicht an de Robeck weitergegeben, sodass die Bouvet um 13:54 Uhr auf eine Mine traf und sank, nachdem sie mit Steuerbordbug in die Bucht von Eren Köy eingelaufen war. Zunächst hatte es den Anschein, als sei das Schiff in einem Magazin getroffen worden und de Robeck vermutete, dass das Schiff auf eine Treibmine gestoßen oder torpediert worden war. Die Briten setzten daher den Angriff fort doch als sich die Inflexible gegen 16:00 Uhr begann zurückzuziehen, lief sie ebenfalls auf eine Mine in der Nähe der Stelle, an der die Bouvet gesunken war. Der Schlachtkreuzer blieb schwimmfähig und konnte schließlich bei der Insel Bozcaada (Tenedos) gestrandet werden. Die Irresistible lief als Nächstes auf eine Mine. De Robeck wies die Ocean an, die Irresistible ins Schlepptau zu nehmen, aber das Wasser wurde als zu flach für eine Annäherung erachtet. Um 18:05 Uhr traf die Ocean selbst auf eine Mine, die die Ruderanlage blockierte und das Schiff abtreiben ließ. Die verlassenen Schlachtschiffe schwammen noch, als sich die Briten zurückzogen, aber als ein Zerstörer unter dem Kommando von Roger Keyes zurückkehrte, um die Schiffe abzuschleppen oder zu versenken, konnten sie trotz einer vierstündigen Suche nicht gefunden werden.
Bei Verlusten von 118 Mann versenkten die Osmanen drei Schlachtschiffe, beschädigten drei weitere schwer und fügten der britisch-französischen Flotte siebenhundert Mann Verlust zu. Die Briten, insbesondere Churchill, forderten, den Seeangriff fortzusetzen, und de Robeck teilte am 20. März mit, dass er seine Minenjäger umstrukturieren würde. Die Besatzungen der gesunkenen Schlachtschiffe ersetzten die Zivilisten auf den Minensuchbooten. Der US-Botschafter in Konstantinopel, Henry Morgenthau, berichtete, dass Konstantinopel mit einem Angriff rechnete und dass die Osmanen der Meinung waren, sie könnten nur noch wenige Stunden durchhalten, wenn der Angriff am 19. März fortgesetzt würde. Die Hauptminenfelder an den Engstellen, die mehr als zehn Schichten tief waren, waren noch intakt und wurden von den kleineren Geschützen an der Küste geschützt, die am 18. März nicht zum Einsatz gekommen waren. Diese und andere Verteidigungsanlagen weiter in der Meerenge hatten ihre Munition und Ressourcen noch nicht erschöpft. Es war nicht sicher, dass ein weiterer Vorstoß der Flotte die Durchfahrt zum Marmarameer ermöglicht hätte. Churchill hatte die Verluste vorausgesehen und betrachtete sie als notwendigen taktischen Preis. Im Juni 1915 besprach er die Kampagne mit dem Kriegsberichterstatter Ellis Ashmead-Bartlett, der nach London zurückgekehrt war, um unzensierte Berichte zu liefern. Ashmead-Bartlett war empört über die Verluste an Schiffen und Menschenleben, doch Churchill entgegnete, die Schiffe seien entbehrlich gewesen. Die Flotte verlor mehr Schiffe, als seit der Schlacht von Trafalgar. Am 23. März telegrafierte de Robeck an die Admiralität, dass Landstreitkräfte benötigt würden. Später erklärte er gegenüber der Dardanellen-Kommission, die den Feldzug untersuchte, dass der Hauptgrund für seinen Sinneswandel die Sorge war, dass im Falle eines Erfolges die Flotte in Konstantinopel oder auf dem Marmarameer einen Feind vor sich hatte, der sich nicht einfach ergeben würde, ohne Truppen, die das eroberte Gebiet sichern könnten. Nach dem Scheitern des Seeangriffs setzte sich die Idee durch, dass die Landstreitkräfte hinter den Festungen der Dardanellen vorrücken und Konstantinopel einnehmen könnten.

### Weitere Pläne der Marine
Im Mai schlug de Robeck vor, einen erneuten Seeangriff zu wagen. Churchill unterstützte diese Idee, zumindest was die Wiederaufnahme der Minenräumung betraf, doch Fisher und andere Mitglieder des Admiralty Board waren dagegen. Abgesehen von den Schwierigkeiten in den Dardanellen befürchteten sie, dass weitere Schiffe von der Grand Fleet in der Nordsee abgezogen werden müssten. Diese Meinungsverschiedenheiten trugen zum endgültigen Rücktritt des Ersten Seelord Fishers bei, woraufhin Premierminister Asquith Koalitionspartner suchen musste, um seine Regierung zu stützen und Churchill ebenfalls entlassen wurde. Weitere Marineangriffe wurden auf Eis gelegt. Keyes blieb ein entschiedener Befürworter von Marineaktionen und unterbreitete de Robeck am 23. September einen weiteren Vorschlag zur Durchquerung der Dardanellen. De Robeck lehnte den Plan ab, leitete ihn aber an die Admiralität weiter. Das Risiko für die Schiffe hatte sich seit März erhöht, da die deutschen U-Boote im Mittelmeer und im Marmarameer präsent waren, wo die britischen Schiffe im Falle eines Erfolgs einladende Ziele sein würden. Die alliierten Minenräumer waren besser ausgerüstet, und einige der Schiffe verfügten über Netze oder Minenpuffer, die ihre Chancen gegen Minen verbessern sollten. Das Osmanische Reich hatte seit dem Fall Serbiens die Landverbindungen zu Deutschland wiederhergestellt, und die Forderungen an die anglo-französische Marine nach mehr Schiffen führte zur Beteiligung der Schiffe für die Operationen in Saloniki zur Unterstützung Serbiens.
Kitchener schlug vor, die Landenge von Seddülbahir mit vierzigtausend Mann einzunehmen, damit die im Marmarameer operierenden britischen Schiffe über den Golf von Saros versorgt werden konnten. Die Admiralität vertrat die Ansicht, dass ein weiterer Seeangriff ohne die Unterstützung von Landstreitkräften, die die Festungen der Dardanellen angreifen, nicht möglich sei, was aus Mangel an Truppen als nicht praktikabel angesehen wurde. Kitchener besuchte das Gebiet, um die Stellungen zu inspizieren und mit den betroffenen Kommandeuren zu sprechen, bevor er einen Rückzug anordnete. Das Kriegskabinett, das vor der Wahl stand, entweder einen ungewissen neuen Feldzug zu starten, um die Pattsituation zu durchbrechen, oder sich vollständig zurückzuziehen, empfahl am 23. November den Rückzug aller Truppen. Die britische Regierung als Ganzes war weniger daran interessiert, den Feldzug aufzugeben, da ein Scheitern politische Auswirkungen und schädliche Folgen für Russland hätte. De Robeck war im November 1915 aus gesundheitlichen Gründen vorübergehend durch Admiral Rosslyn Wemyss ersetzt worden. Im Gegensatz zu de Robeck war Wemyss ein Befürworter weiterer Aktionen und wesentlich optimistischer, was die Erfolgsaussichten anging. Während de Robeck die Verluste auf 12 Schlachtschiffe schätzte, hielt Wemyss es für wahrscheinlich, nicht mehr als drei zu verlieren. Es wurde vorgeschlagen, dass die Auflösung des Engagements in Saloniki, wo die beteiligten Truppen Serbien nie zu Hilfe kamen und nur wenig kämpften, für Verstärkung sorgen könnte, aber die Franzosen legten ihr Veto ein. Wemyss setzte seine Kampagne fort, um die Erfolgsaussichten zu erhöhen, doch am 7. Dezember beschloss das Kabinett, den Feldzug abzubrechen.

### U-Boot-Einsätze

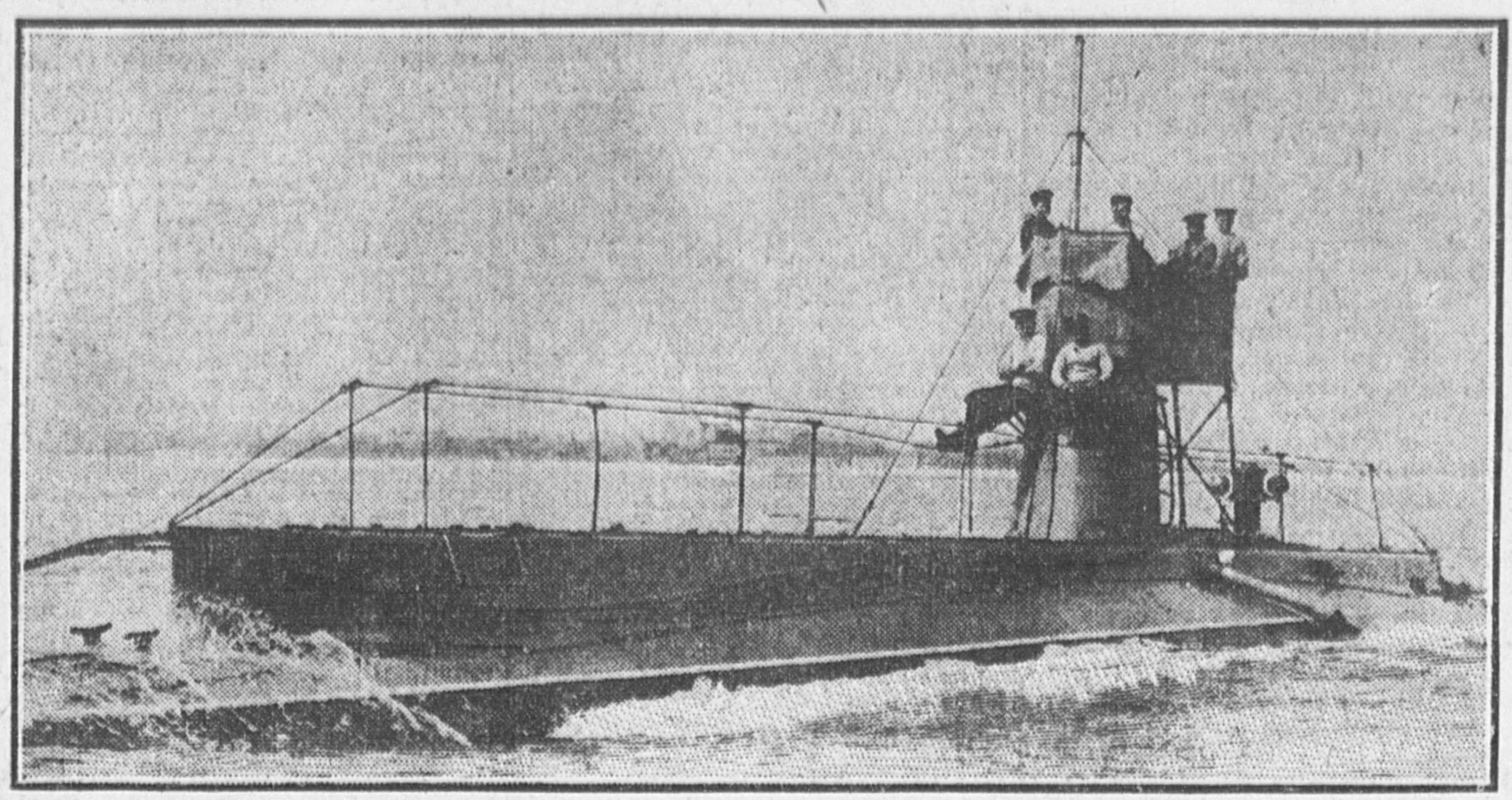
HMS B11

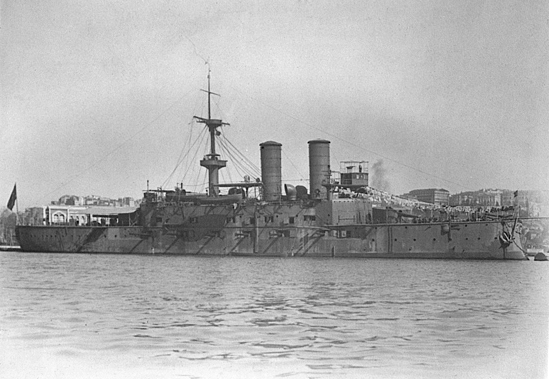
Mesudiye

Die britischen U-Boot-Angriffe hatten 1914 begonnen, noch bevor der eigentliche Feldzug begann.
Mit den britischen und französischen U-Boot-Einsätzen sollten die türkischen Nachschub- und Kommunikationslinien an den Dardanellen gestört werden.
Am 13. Dezember fuhr HMS B11 in die Meerenge ein, umging fünf Minenlinien und torpedierte das Panzerschiff Mesûdiye, das als schwimmende Festung in der Bucht von Sari Sighlar, südlich von Çanakkale, vor Anker lag. Die Mesûdiye kenterte innerhalb von zehn Minuten und riss einen Großteil der 673-köpfigen Besatzung mit sich. Da der Rumpf in seichtem Wasser lag, blieb er über der Wasseroberfläche, so dass die meisten Männer durch das Schneiden von Löchern in den Rumpf gerettet werden konnten. 37 Männer kamen jedoch ums Leben. Der Untergang war ein Triumph für die Royal Navy. Zusammen mit der Bombardierung der äußeren Verteidigungsanlagen durch die Marine am 3. November ermutigte dieser Erfolg die Briten, den Feldzug fortzusetzen.

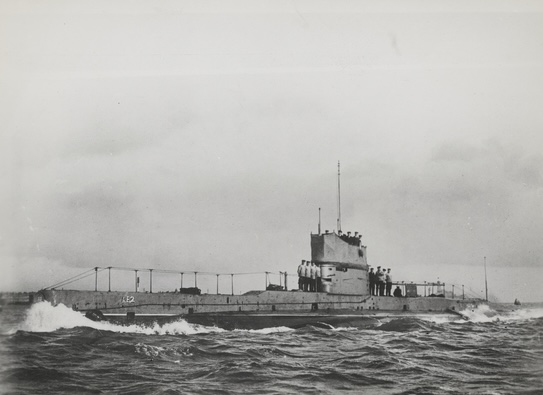
Das australische U-Boot AE2

Am 15. Januar 1915 durchquerte das französische U-Boot Saphir die Narrows, passierte die zehn Minenlinien und lief bei Nara Burnu auf Grund. Verschiedenen Berichten zufolge lief es auf eine Mine oder wurde durch Granatenbeschuss versenkt, wobei vierzehn Besatzungsmitglieder starben und dreizehn in Kriegsgefangenschaft gerieten. Am 17. April versuchte HMS E15, die Meerenge zu passieren, geriet aber, nachdem es zu tief getaucht war, in eine Strömung und lief in der Nähe von Kepez auf Grund. Sieben Mitglieder der Besatzung kamen ums Leben, die übrigen wurden gefangen genommen. E15 stellte eine wertvolle Beute für die Osmanen dar, sodass und die Briten große Anstrengungen unternahmen, um sie ihnen vorzuenthalten, schließlich gelang es ihnen nach zahlreichen Versuchen, es zu versenken.
Das erste U-Boot, das die Meerenge passierte, war das australische Boot HMAS AE2 in der Nacht vom 24. zum 25. April. Die Landung der Armee und am Kap Helles und in der Anzac-Bucht begann im Morgengrauen des 25. April. AE2 versenkte zwar einen osmanischen Zerstörer, bei dem es sich vermutlich um einen Kreuzer handelte, aber andere Angriffe wurden durch defekte Torpedos verhindert. Am 29. April wurde AE2 in der Artaki-Bucht bei Bandırma von dem osmanischen Torpedoboot Sultanhisar gesichtet und versenkt. Die Besatzung verließ das Schiff und wurde gefangen genommen. Am 27. April lief HMS E14| in das Marmarameer ein und unternahm einen dreiwöchigen Einsatz, der zu den erfolgreichsten Aktionen der Alliierten in diesem Feldzug zählte. Menge und Wert der versenkten Schiffe waren relativ gering, doch die Auswirkungen auf die osmanische Kommunikation und Moral waren erheblich. E14 unternahm noch eine Reihe von weiteren Einsätzen im Marmarameer. HMS E11 war ebenfalls im Marmarameer unterwegs und zerstörte elf Schiffe. Am 8. August torpedierte E11 das Panzerschiff Barbaros Hayreddin, vormals Kurfürst Friedrich Wilhelm aus der Brandenburg-Klasse. Eine Reihe von Einsätzen wurde von Männern oder Gruppen durchgeführt, die von U-Booten aus an Land gingen. Am 8. September schwamm Oberleutnant H. V. Lyon von HMS E2 bei Küçükçekmece an Land, um eine Eisenbahnbrücke zu sprengen. Die Brücke wurde zerstört, aber Lyon kehrte nicht zurück. Es wurden auch Versuche unternommen, die in Wassernähe verlaufenden Eisenbahnlinien entlang des Golfs von İzmir am asiatischen Ufer des Meeres zu zerstören. In der Nacht zum 20. August schwamm Leutnant Guy D'Oyly-Hughes von E11 an Land und sprengte einen Abschnitt der Eisenbahnlinie in die Luft. Am 17. Juli bombardierte HMS E7 die Eisenbahnlinie und beschädigte dabei zwei Züge, die daraufhin anhalten mussten.
Französische Einsätze
Die französischen Versuche, in das Marmarameer einzudringen wurden ebenfalls fortgesetzt. Nach dem Erfolg von AE2 und E14 versuchte das französische U-Boot Joule am 1. Mai in das Marmarameer einzulaufen, traf jedoch auf eine Mine und sank. Den nächsten Versuch unternahm Mariotte am 27. Juli. Das Boot verfing sich jedoch in einem Anti-U-Boot-Netz, wurde zum Auftauchen gezwungen und anschließend durch den Beschuss der Küstenbatterien versenkt. Am 4. September verfing sich das britische Boot E7 in demselben Netz, als es zu einer weiteren Fahrt aufbrach. Das erste französische U-Boot, das in das Marmarameer einlaufen konnte, war Turquoise, das jedoch zur Umkehr gezwungen war und am 30. Oktober bei der Rückkehr durch die Meerenge unter einer Festung auf Grund lief und gekapert wurde. Die fünfundzwanzigköpfige Besatzung wurde gefangen genommen und man entdeckte Dokumente mit Einzelheiten zu den alliierten Operationen, darunter ein für den 6. November geplantes Rendezvous mit HMS E20. Das Rendezvous wurde von dem deutschen U-Boot UB-14 eingehalten, das E20 torpedierte und versenkte. Turquoise wurde geborgen und als Onbasi Müstecip in die osmanische Marine eingegliedert.

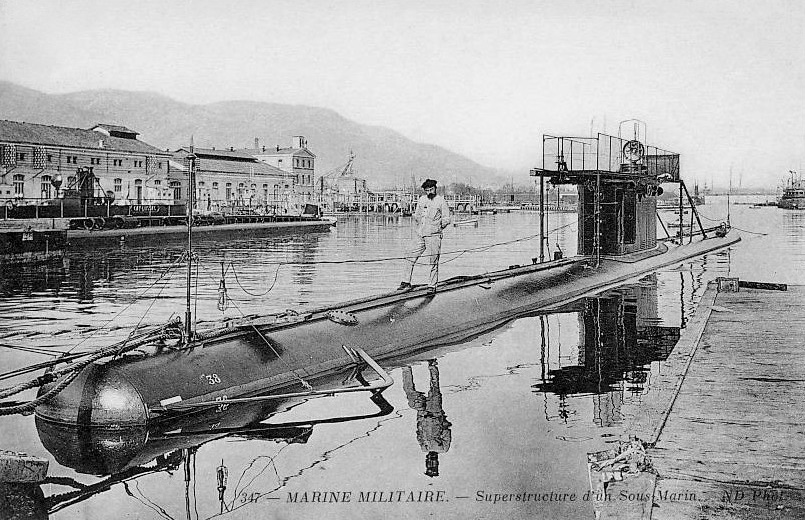
Saphir
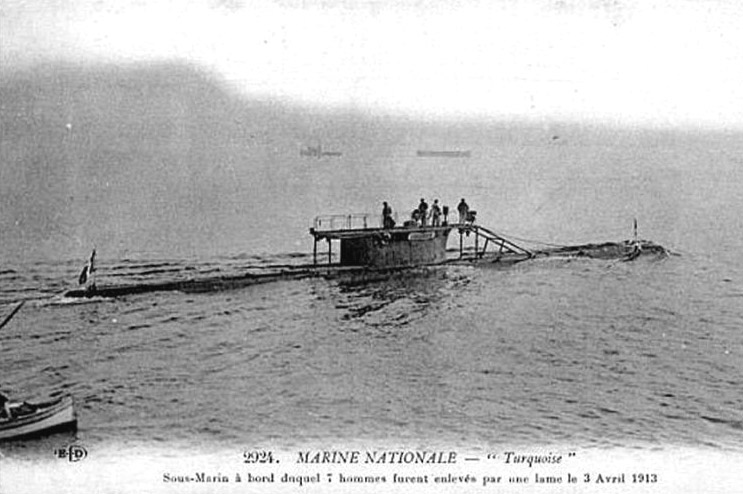
Turquoise

Deutsche Einsätze
Das deutsche U-Boot U 21 unter Kapitänleutnant Otto Hersing versenkte am 25. Mai 1915 die britische Einheitslinienschiffe Triumph vor Gaba Tepe und am 27. Mai vor Kap Helles die Majestic, die zur Artillerieunterstützung der alliierten Landstreitkräfte eingesetzt waren.

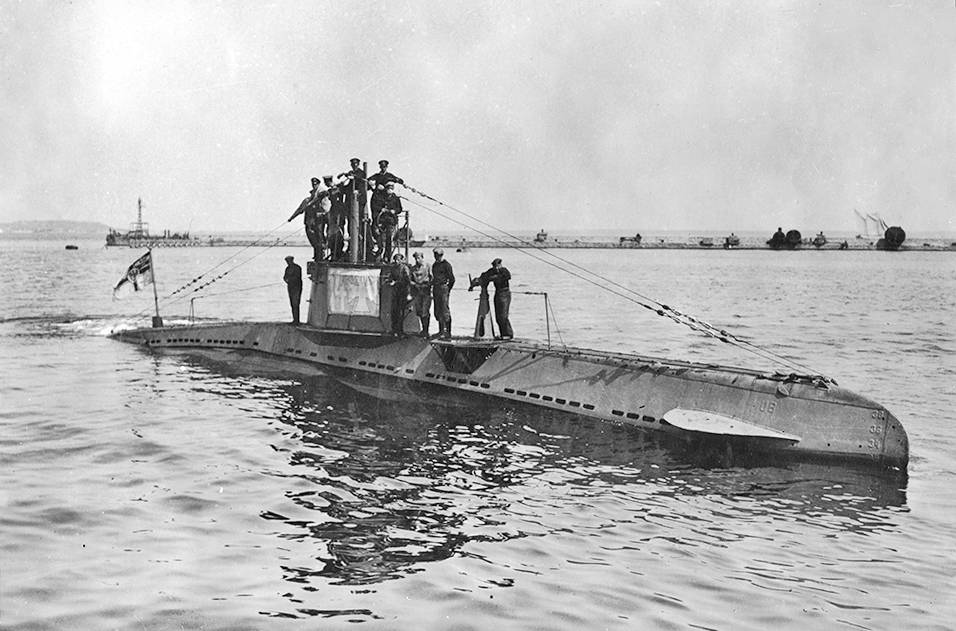
U 14, das HMS E20 versenkte
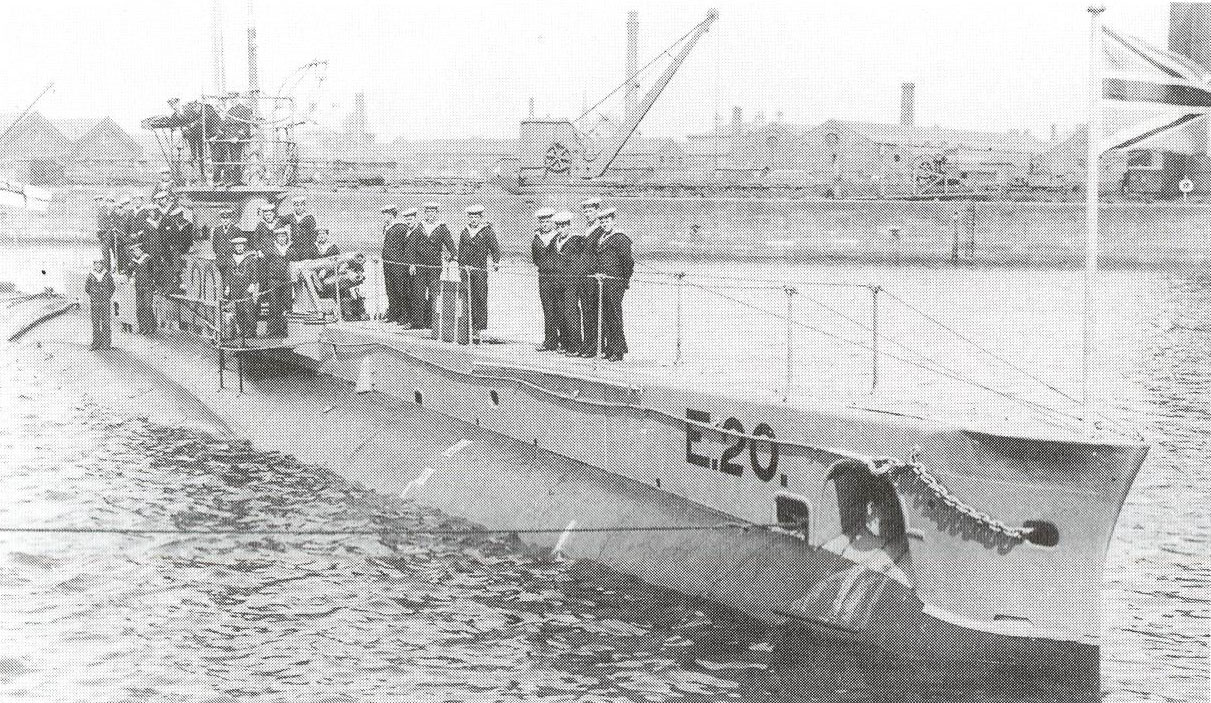
HMS E20

## Armee-Operationen

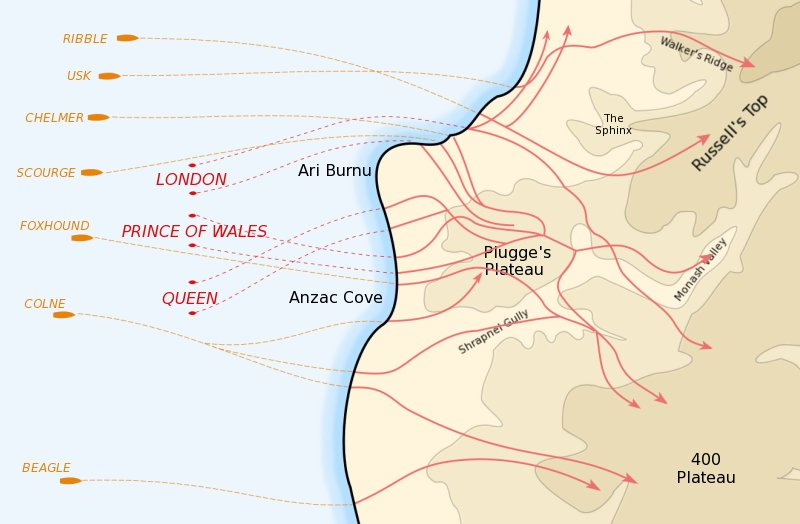
Anlandung bei ANCAC Cove

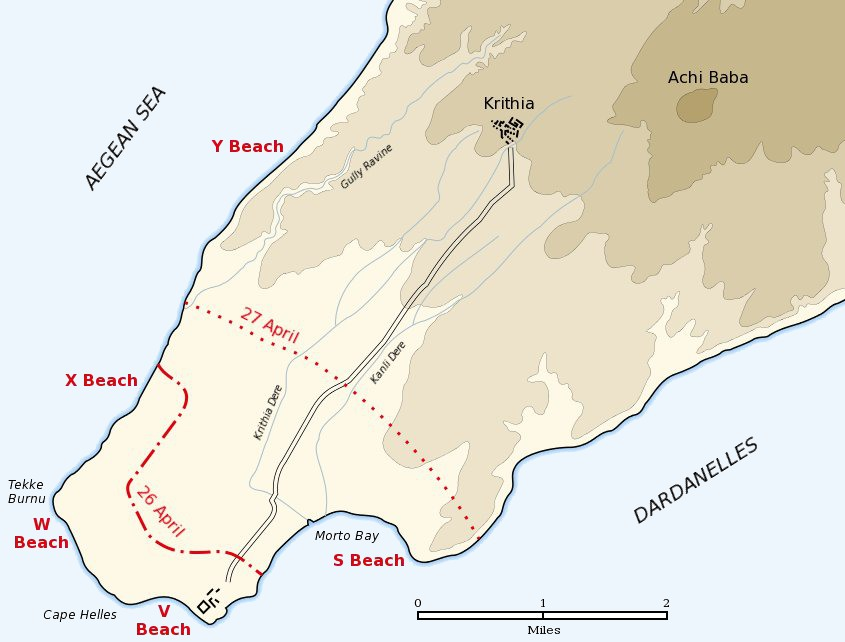
Strandabschnitte Y, X, W, V und S bei Kap Helles

### Anlandungen in Gallipoli
Die Mittelmeer-Expeditionsstreitkräfte (M.E.F.) wurden am 12. März mit etwa 70.000 Mann aufgestellt. Chef des Stabes war Walter Braithwaite. Am 22. März, vier Tage nach dem gescheiterten Versuch der Marine, wurde beschlossen, die Infanterie einzusetzen, um die Halbinsel einzunehmen und die osmanischen Festungen zu erobern. Die Vorbereitungen für die Landung dauerten einen Monat, was den osmanischen Verteidigern ausreichend Zeit zur Verstärkung gab. Die britischen Planer unterschätzten die Osmanen und gingen davon aus, dass die Invasion schnell beendet sein würde. Die erste Landung erfolgte bei Gaba Tepe durch das Anzac. Die Landung schlug fehl und die Truppen gingen zu weit nördlich an einem Ort an Land, der heute als Anzac Cove bekannt ist.

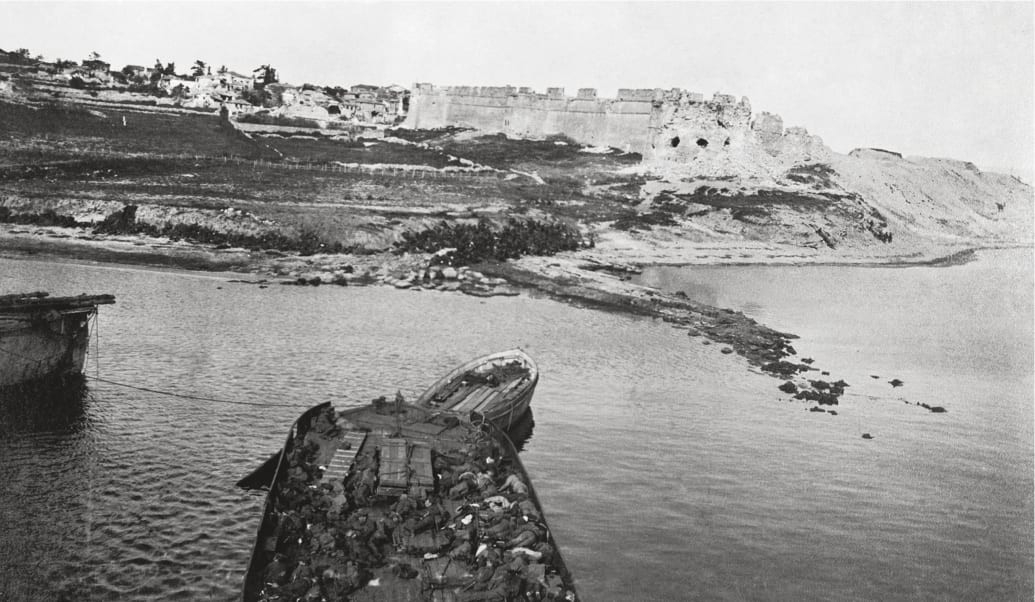
Sedd-el-Bahr

Dort, wo sie schließlich an Land gingen, erstreckte sich nur ein wenige Hundert Meter breiter Strand. Dahinter erhob sich eine zerklüftete und kaum zugängliche Steilküste. Die Anlandung in Anzac Cove der 29. Division am Kap Helles verteilte sich auf fünf Strandabschnitte mit den Bezeichnungen Y, X, W, V und S. Während die Landung in Anzac als Überraschungsangriff ohne vorherige Bombardierung geplant war, erfolgte die Landung in Helles, nachdem die Strände und Verteidigungsanlagen von Schiffsartillerie gesäubert worden waren. Die Schiffe sollten die Landung unterstützen, indem sie ihre Kanonen als Ersatz für die Feldartillerie einsetzte, an der ein großer Mangel herrschte. Von einigen spektakulären Ausnahmen abgesehen, war die Leistung der Schiffsgeschütze gegen Landziele unzureichend, insbesondere gegen verschanzte Stellungen. Die Geschütze verfügten über keine Höhenverstellung und feuerten daher auf einer flachen Flugbahn, was in Verbindung mit der von Natur aus instabilen Geschützplattform zu einer geringeren Genauigkeit führte. Die Geschütze erwiesen sich jedoch als wirksam gegen exponierte Truppen. Am 27. April, während des ersten osmanischen Gegenoffensive in Anzac Cove, befand sich das osmanische 57. Infanterieregiment am seewärtigen Hang bei Siperler in Sichtweite der Queen Elizabeth, die eine Salve von sechs Granaten abfeuerte und den Angriff stoppte. Am 28. April sichtete die Queen Elizabeth in der Nähe der alten Landungsstelle Y Beach eine Einheit von etwa einhundert osmanischen Soldaten. Eine Splittergranate mit wurde aus kurzer Entfernung abgefeuert und tötete die gesamte Gruppe.

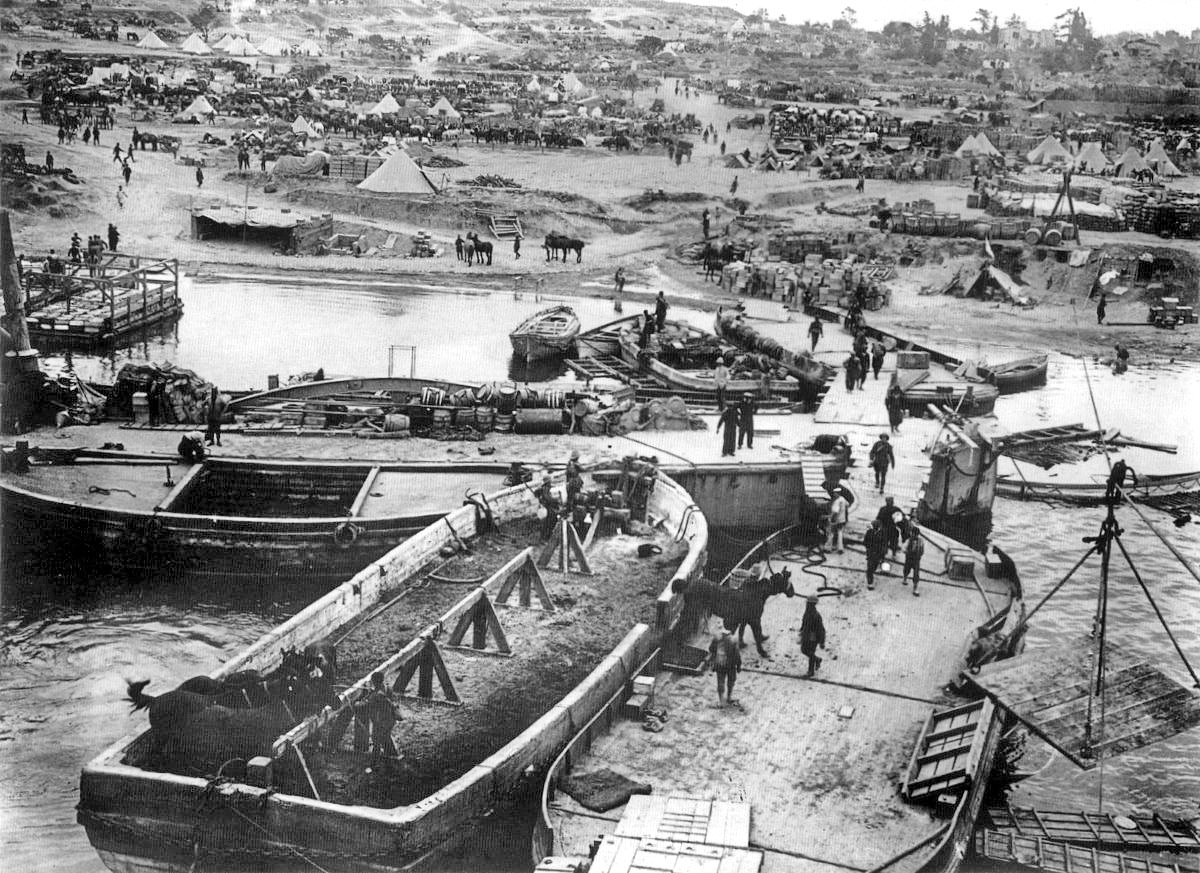
Strandabschnitt V

Am 27. April hatte ein Beobachter auf einem Feldluftschiffer ein osmanisches Transportschiff gesichtet, das sich in der Nähe der Narrows bewegte. Die Queen Elizabeth, die vor Gaba Tepe stationiert war, schoss über die Halbinsel hinweg aus einer Entfernung von mehr als 16 km und versenkte den Transporter. Während eines Großteils des Feldzuges transportierten die Osmanen ihre Truppen mit der Eisenbahn, während andere Versorgungsgüter weiterhin per Schiff über das Marmarameer und die Dardanellen transportiert wurden. Bei Kape Helles, gelang es in einer Reihe von kostspieligen Gefechten nur, die Frontlinie näher an Alçıtepe heranzubringen. Die Marine leistete weiterhin Unterstützung durch Bombardements, aber im Mai wurde die Goliath durch den osmanischen Zerstörer Muavenet-i Milliye, die Triumph und die Majestic durch U21 versenkt. Mit der unentbehrlichen Queen Elizabeth, die von der Admiralität zurückgerufen wurde, als sie die Nachricht vom Verlust der Goliath erhielt, wurde die ständige Unterstützung durch Kriegsschiffe eingestellt. An die Stelle der Schlachtschiffe traten Kreuzer, Zerstörer und speziell für den Küstenbeschuss gebaute Monitore, die die Artillerie der Marine unterstützten. Abgesehen von den anhaltenden Aktivitäten der alliierten U-Boote in den Dardanellen und im Marmarameer war der einzige bedeutende Verlust für die Marine nach Mai der Zerstörer HMS Louis, der am 31. Oktober während eines Sturms vor Suvla auf Grund lief und Schiffbruch erlitt.

## Nachwirkungen
Der Einsatz der britischen und französischen U-Boote im Marmarameer stellte sich als das einzig erfolgreiche Unternehmen des Feldzugs heraus, da es die Osmanen zwang, das Marmarameer und die Dardanellen als Transportweg aufzugeben. Nach der Evakuierung von Kap Helles war die osmanische Marine praktisch gezwungen, ihre Operationen in der Region einzustellen, und auch die Handelsschifffahrt war erheblich eingeschränkt.